# زغير جزيرة (دير الزور)
زغير جزيرة قرية سورية تتبع ناحية كسرة في منطقة مركز دير الزور في محافظة دير الزور. بلغ عدد سكانها 4734 نسمة في عام 2004 حسب إحصاء المكتب المركزي للإحصاء.